# Vilmos Frajt
Vilmos Frajt, né vraisemblablement le 28 avril 1904 à Budapest en Hongrie (sinon vers 1905) et mort à une date inconnue, est un footballeur hongrois, ayant joué plusieurs années en France. Il évolue au poste de demi centre.

## Carrière
Vilmos Frajt est un joueur « international amateur hongrois » quand il arrive en France. Il est d'abord mis à l'essai en mai 1931 par le CA Paris mais signe finalement à l'Excelsior Athlétic Club de Tourcoing-Roubaix. Il côtoie dans le Nord son compatriote et gardien de but Ferenc Mayer, en vue du premier championnat de France de football professionnel qui doit débuter en 1932-1933. 
Finalement les deux Hongrois sont transférés au dernier moment au Cercle athlétique de Paris. Joueur « précieux et régulier » au milieu de terrain, Frajt y fait forte impression à ses débuts. Cette première saison, il dispute une quinzaine de matchs et marque un but.
En 1933, il signe au Havre AC qui lance à son tour une section professionnelle, dans la nouvelle deuxième division. Mais il est expulsé de France dès le mois d'octobre pour des raisons administratives. Il revient finalement rapidement en France et monnaie son talent de footballeur lors de matchs de gala. En 1934, il retrouve Mayer au Stade Malherbe Caen. Il y joue une première saison pleine en deuxième division et entame peut être la suivante. 
Il semble qu'il ne joue plus par la suite dans des équipes professionnelles en France, mais seulement dans des sélections « hongroises » ou « autrichiennes » lors de matchs de préparation ou de gala. Il reste cependant vivre en France et continue à jouer à un niveau amateur. En 1939 il porte ainsi le maillot de l'Association sportive française (ASF) en région parisienne, et en 1941 celui du club de Vichy.

## Statistiques
En trois à quatre saisons professionnelles, Frajt dispute 16 matchs en première division du championnat de France, et au moins une trentaine en deuxième division.